# Johannes Best
Johannes Best ('s-Hertogenbosch, 1 augustus 1893 - Doorwerth, 4 oktober 1990), was hypotheekbewaarder en (waarnemend) burgemeester van Hengelo en Emmen. 

## Leven en werk
Best werd in augustus 1893 te 's-Hertogenbosch geboren als zoon van de tekenaar Abraham Best en van Anna Elizabeth Becker. Best werkte na zijn schoolperiode als landmeter bij het Kadaster. Na zijn studie rechtsgeleerdheid aan de Rijksuniversiteit Leiden werd hij bewaarder der hypotheken in Almelo. Op 22 juni 1943 werd Best aangesteld als waarnemend burgemeester van de gemeente Hengelo. Hij verving waarnemend burgemeester namens de NSB G. Nijk. Op 9 september 1943 werd werktuigkundig ingenieur Johan Groneman namens de NSB bevestigd tot nieuwe burgemeester van Hengelo. 
Op dat moment was Best namens de NSB al bevestigd als burgemeester van Emmen. Hij verving daar Jan Liebe Bouma, die Commissaris der Provincie Drenthe werd. Tijdens zijn periode als burgemeester was Best onder meer initiator van een plan om een scheepvaartkanaal tussen Delfzijl en Twente te realiseren. Na de oorlog werd dit plan echter nooit uitgevoerd. In april 1945 nam toenmalig wethouder Roelof Zegering Hadders Bests taak over als waarnemend burgemeester. Best werd op grond van het Zuiveringsbesluit ontslagen als burgemeester van Emmen. Hij werd in 1948 door het bijzonder gerechtshof te Assen veroordeeld tot acht jaar gevangenisstraf.
Best was tweemaal gehuwd. In 1919 trouwde hij te Den Helder met Maria Wielicke Suzanna Baert. Na haar overlijden hertrouwde hij in 1927 in Leiden met G. Reimeringer.  Hij overleed in oktober 1990 op 97-jarige leeftijd in rusthuis "Moorland" te Doorwerth.